# Pambolidea yuma
Pambolidea yuma är en stekelart som beskrevs av William Harris Ashmead 1900. Pambolidea yuma ingår i släktet Pambolidea och familjen bracksteklar. Inga underarter finns listade i Catalogue of Life.